# Czesław Dźwigaj

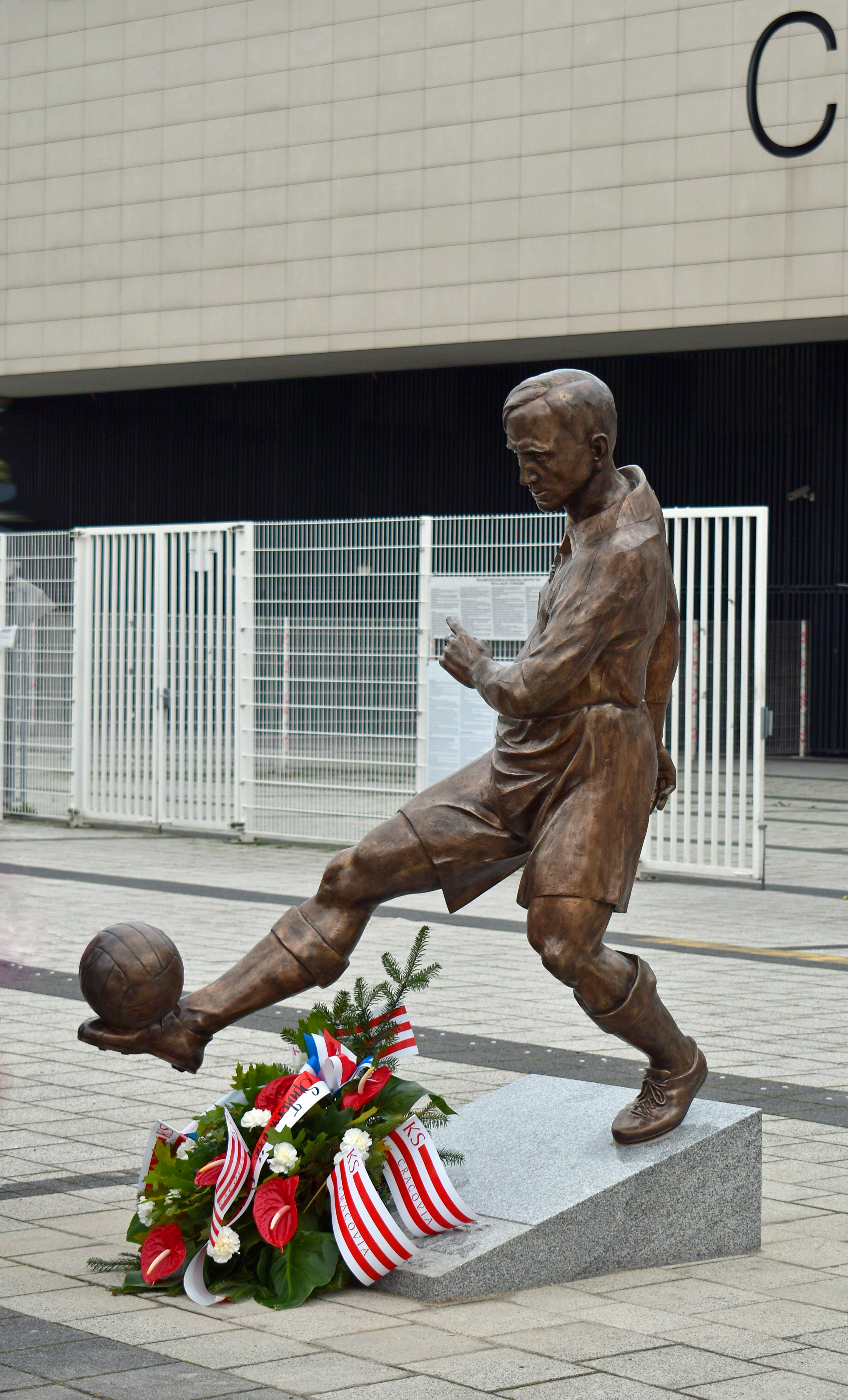
Pomnik Józefa Kałuży przed stadionem Cracovii

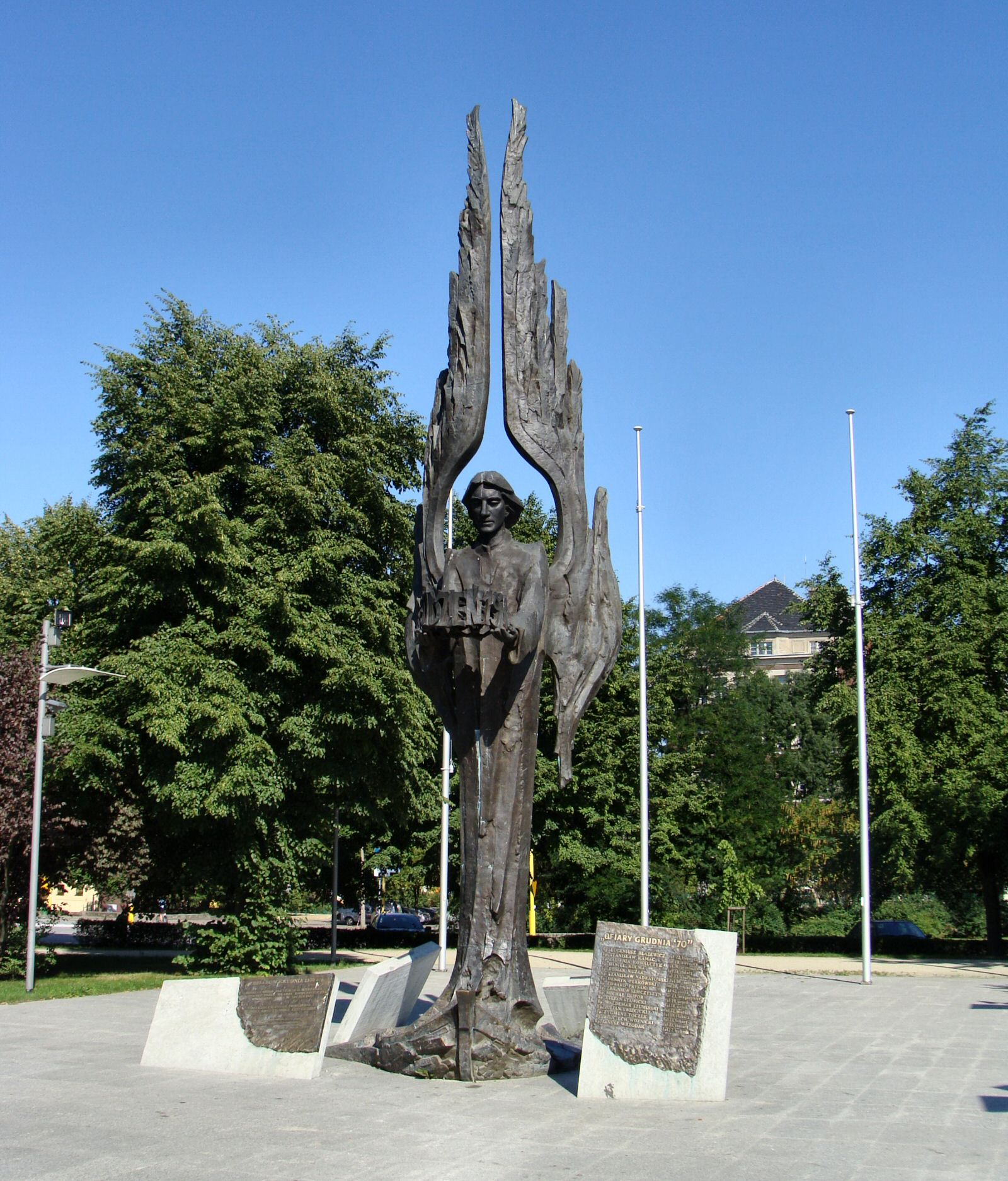
Pomnik Ofiar Grudnia 1970 (Anioł Wolności) w Szczecinie

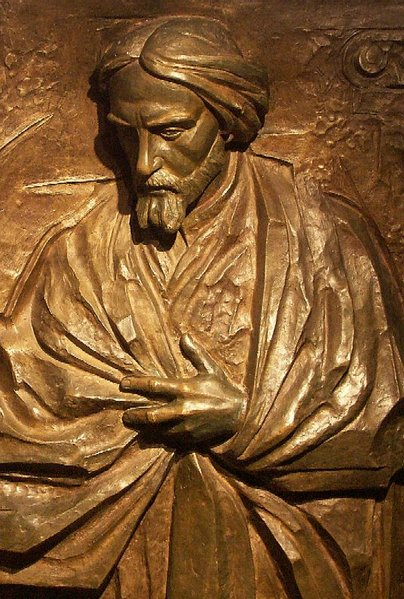
Fragment reliefu na nagrobku Cypriana Kamila Norwida odsłoniętym w 1993 roku w Krypcie Wieszczów Narodowych w katedrze wawelskiej

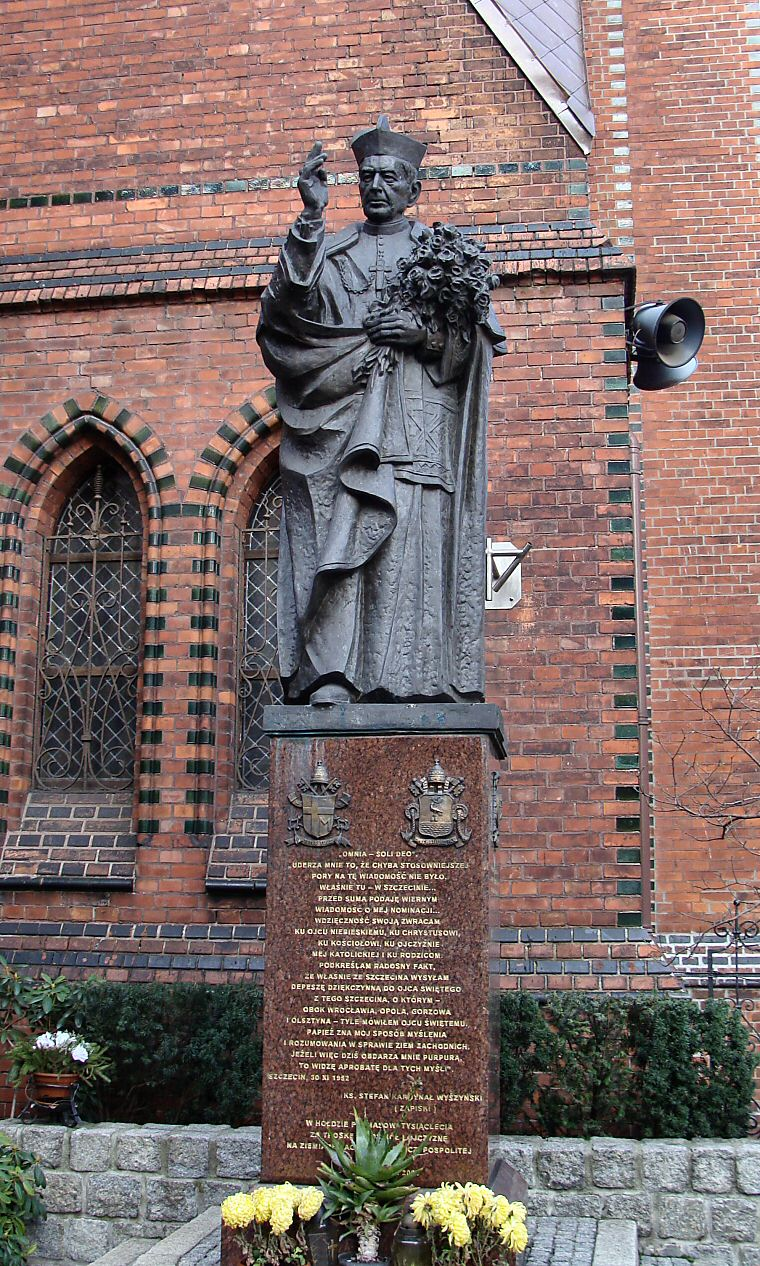
Pomnik kardynała Wyszyńskiego w Szczecinie

Czesław Dźwigaj (ur. 18 czerwca 1950 w Nowym Wiśniczu) – polski artysta rzeźbiarz, profesor Akademii Sztuk Pięknych w Krakowie, uczeń Antoniego Hajdeckiego.

## Życiorys
Autor licznych realizacji pomnikowych, najczęściej kojarzony z pomnikami Jana Pawła II, których blisko 50 opuściło jego pracownię.
Rozpoczął swoją karierę poprzez współpracę z kościołami. W latach 80. XX wieku wykonał m.in. serię brązowych odlewów dla katedry w Tarnowie (m.in. drzwi do kruchty, zakrystii, płaskorzeźby na domu parafialnym), później, za sprawą swoich sakralnych realizacji, stał się znany i popularny również w diecezji szczecińsko-kamieńskiej oraz zielonogórsko-gorzowskiej (jedna z ostatnich realizacji: brązowe drzwi do kolegiaty w Głogowie).
W 2009 roku papież Benedykt XVI podczas pielgrzymki do Ziemi Świętej ofiarował w darze płaskorzeźbę wykonaną przez Czesława Dźwigaja. Przedstawia ona Drzewo Jessego, ukazujące rodowód Chrystusa, od Abrahama do św. Józefa. Ma wymiary 3,25 × 4 m, umieszczona jest w pobliżu przejścia, którym przechodzą pielgrzymi, idąc do Groty Narodzenia od strony katolickiego parafialnego Kościoła św. Katarzyny. Trzon płaskorzeźby stanowi drzewo oliwne oraz motywy biblijne. Ma ona odniesienia do Starego Testamentu, m.in. sylwetka góry Synaj, postać Moabitki Rut. W górnej części płaskorzeźby ukazany jest Chrystus Król w dwustopniowej koronie, błogosławiący kulę ziemską.
W 1995 otrzymał tytuł honorowego obywatelstwa Nowego Wiśnicza.
17 września 2004 został odsłonięty na Cmentarzu Rakowickim w Krakowie pomnik ofiar ukraińskiego ludobójstwa autorstwa Czesława Dźwigaja. Natomiast 9 września 2005 został odsłonięty w Krynicy pomnik Nikifora Krynickiego.
W 2005, za wybitne zasługi w twórczości artystycznej i w działalności społecznej, został odznaczony Krzyżem Kawalerskim Orderu Odrodzenia Polski.

## Realizacjepomników Jana Pawła II
- Chicago
- Chomranice
- Dołęga
- Ełk – plac Jana Pawła II
- Fatima – sanktuarium Matki Bożej Fatimskiej
- Goleniów
- Golgota Beskidów w Radziechowach
- Gorzów Wielkopolski
- Gręboszów
- Kalwaria Zebrzydowska
- Kęty
- Kraków Park Strzelecki
- Kraków Rakowice
- Krotoszyn
- Limanowa
- Lubaczów
- Mąkolice
- Nowe Brzesko
- Nowy Sącz
- Nowy Wiśnicz – Pomnik Jana Matejki
- Okulice
- Ołtarzew
- Ozorków
- Police – skwer Jana Pawła II w Nowym Mieście
- Puławy
- Racibórz
- Racławice – Janowiczki
- Rawa Mazowiecka
- Rzeszów (x 2)
- Rzym
- San Cristóbal de La Laguna – pomnik Jana Pawła II
- Skała
- Sochaczew
- Sokolniki
- Stary Wiśnicz
- Studzieniczna
- Szczecin – pomnik Jana Pawła II
- Warszawa Rembertów
- Wieliczka
- Zakopane – Krzeptówki
- Zambrów
- Żywiec

## Odbiór prac
Szerokim echem odbił się odsłonięty w 2001 roku na Placu św. Marii Magdaleny w Krakowie pomnik Piotra Skargi, krytykowany przez część mediów i artystów za skalę i formę.

## Literatura
- (kar), Papież na placu Sapera, „Gazeta Współczesna” 2000, nr 61.
- Annusiewicz Małgorzata, Trzy pytania do prof. Czesława Dźwigaja, „Głos Szczeciński” 2005, nr 12.
- Bogacz Jerzy, Rozmowa o pomniku z jego twórcą prof. Czesławem Dźwigajem, „Echo Limanowskie” 1998, nr 54.
- Branicka Monika, Gniot na słupie. Kolejny pomnik Czesława Dźwigaja w Krakowie, „Art & Business” 2001, wrzesień
- Czesław Dźwigaj, red. Krzysztof Kozłowski, Kraków 2004.
- Dańko Ireneusz, Pamięć, która dzieli, „Gazeta Wyborcza Kraków” 2005, nr 59.
- Jankowski Stanisław M., W soli jeszcze nie pracowałem... – rozm. z Czesławem Dźwigajem, „AWS” 1999, nr 26.
- Ochwat Renata, O pomnikach profesora Czesława Dźwigaja, „Gazeta Zachodnia” 2002, nr 146.
- Ożóg Kazimierz S., Rzeźba jest trudna. O najciekawszych pomnikach Jana Pawła II, „Ethos” 2004, nr 3, s. 299-314, fot.
- Ożóg Kazimierz S., Pomniki Jana Pawła II – kilka problemów zjawiska, [w:] Prolegomena. Materiały Spotkania Doktorantów Historyków Sztuki, Kraków 13-15 X 2003, Kraków 2005, s. 183-192, fot.
- Ożóg Kazimierz S., Opowieści rzeźby, „Nawias” 2006, s. 98-107.
- Ożóg Kazimierz S., Papież jak krasnal. Pomniki na rozdrożu, „Orońsko” 2005, nr 4, s. 52-55, fot.
- Satała Marian, Papieski rzeźbiarz, „Gazeta Krakowska” 2005, nr 83.
- Starzak Grażyna, Papież wśród królów – rozm. z Czesławem Dźwigajem, „Dziennik Polski” 2000, nr 63.
- Trybowski Ignacy, Czesław Dźwigaj, „Krak” 1985, nr 25.
- Wątróbski Leszek, Pomnik Papieża Jana Pawła II w Policach, rozm. z Czesławem Dźwigajem, „Kurier Szczeciński” 1999, nr 100.
- Wątróbski Leszek, Siedem rzeźb i pomników, „Nasz Dziennik” 1999, nr 83.
- Wątróbski Leszek, Ten, który rzeźbi papieża, rozm. z. Czesławem Dźwigajem, „Nowy Dziennik” 1999, nr z dnia 1 VI.
- Zgórniak Marek, Figura księdza Skargi i Skarga Matejki, „Gazeta w Krakowie” 2001, 26-27 V, s. 6